# Francisco Quijano Mosquera
Francisco José Emeterio Quijano Mosquera (Caloto 3 de marzo de 1790-Popayán 16 de octubre de 1849) fue un prócer de la independencia de Colombia que participó en las campañas del Sur, de Pasto y del Perú.

## Biografía
Hijo de Joaquín Mariano Quijano Lemos y Antonia de Mosquera. Hermano del mártir de la independencia José María Quijano Mosquera fusilado en 1816. Se casó con Antonia Ordoñez de Lara y su hijo era Manuel de Jesús Quijano.
Hizo la campaña del Sur , estuvo en Ayacucho y Pichincha.Cadete de las milicias nobles de España. Participó en la campaña de Pasto con Alejandro Macaulay y José María Cabal, Capitán de Caballería del ejército de San Martín en la campaña de Perú. Prefecto del Cauca y procurador síndico general de Popayán.